# ERMA EMP-35

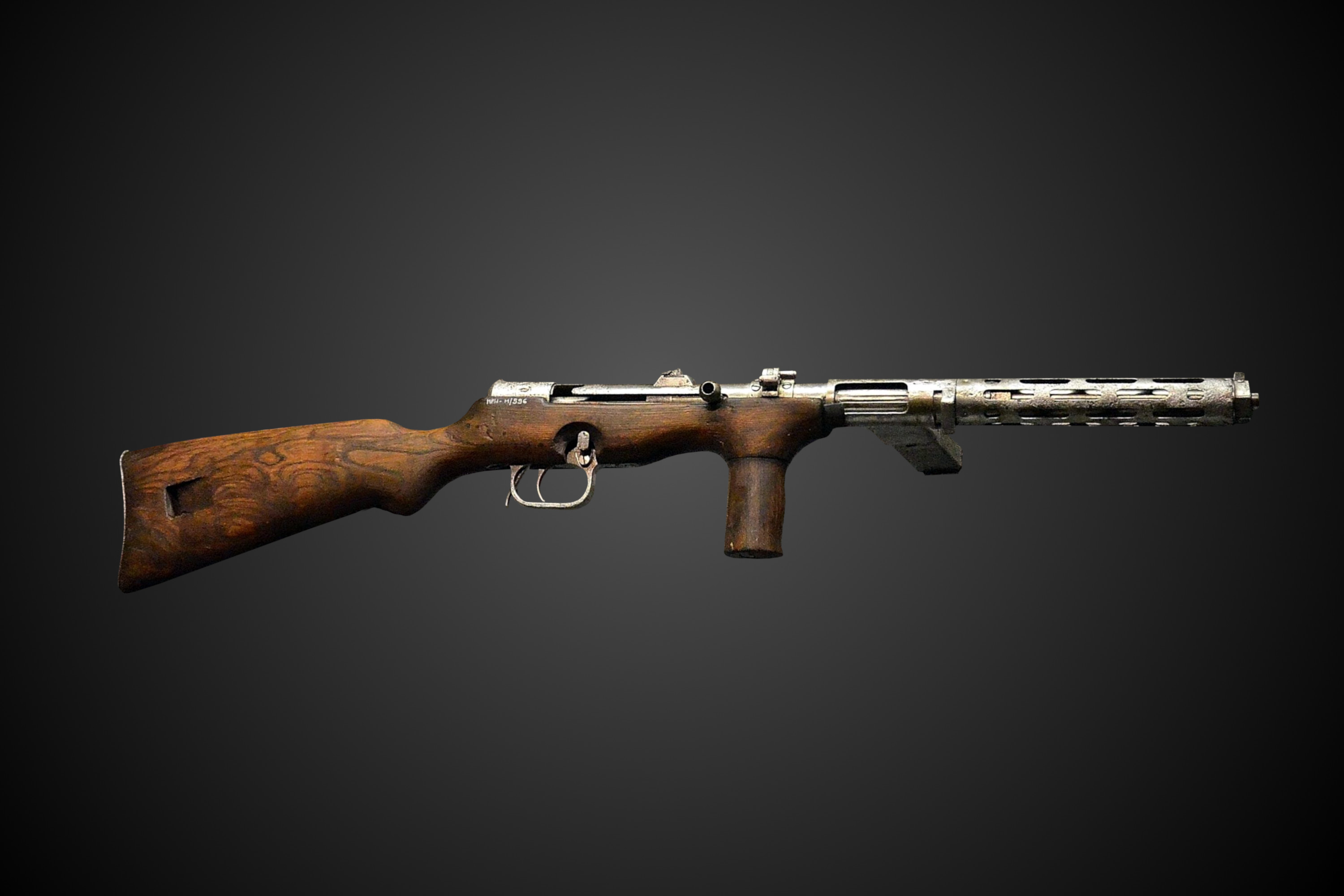
PM ERMA EMP 35 conservé au Musée de l'Insurrection de Varsovie.

L'EMP-35 (pour ErMa Maschinenpistol 1935 en allemand, soit en français pistolet-mitrailleur Erma Mle 1935), est un pistolet mitrailleur allemand, conçu par l'ingénieur Heinrich Vollmer et produit par l'usine ErMa de 1930 à 1938 pour l'exportation (Espagne, Mexique et Yougoslavie). Il fut produit sous licence en Espagne par l'arsenal de La Corogne sous le nom de PAM Mle 41/44. Possédant une crosse et une poignée antérieure en bois, il existait en deux longueurs de canon avec deux modèles de hausses. Son canon possède 6 rayures à droite et un manchon perforé. Sa culasse recouvrante fut reprise sur le MP38. Son levier d'armement est à droite. Il tire en coup par coup ou en rafale.

## Historique
Le MPE fut testé lors de la guerre d'Espagne par les deux camps. La Waffen-SS l'utilisa durant la Seconde Guerre mondiale tandis que la France, ayant récupéré 3 250 EMP-35 et 1 540 chargeurs, à la suite de l'exil sur son territoire de républicains espagnols, en distribua quelques centaines aux corps francs durant la drôle de guerre. 

## Caractéristiques
- Munitions : 9mm Parabellum/9mm Largo (PAM 41/44)
- Canon : 25/32 cm
- Longueur : 89/95 cm
- Cadence de tir : 550 coups par minute
- Chargeurs : 20/32/40/50 cartouches
- Masse modèle court 
  - PM vide : 4 kg
  - PM Chargé (20 cartouches) : 4,5 kg